# 灵寿石牌坊
灵寿石牌坊是一座位于中国河北省灵寿县城内的明代石牌楼，第七批全国重点文物保护单位。